# 座学
| ウィキペディアには「座学」という見出しの百科事典記事はありません（タイトルに「座学」を含むページの一覧/「座学」で始まるページの一覧）。 代わりにウィクショナリーのページ「座学」が役に立つかもしれません。 |